# Venezuela ai Giochi della XVI Olimpiade
Il Venezuela ha partecipato ai Giochi della XVI Olimpiade che si sono svolti a Melbourne dal 22 novembre all'8 dicembre 1956 
ed a Stoccolma dall'11 al 17 giugno dello stesso anno (solo per gli eventi equestri) 
con una delegazione di 22 atleti impegnati in 5 discipline,
senza aggiudicarsi medaglie.